# North Sea Port
De North Sea Port (in het Nederlands letterlijk Noordzeehaven) is een fusie tussen de zeehavens Gent, Terneuzen en Vlissingen. Op 1 januari 2018 werd de fusieovereenkomst tussen deze havens getekend en ging North Sea Port van start. North Sea Port telt zo'n 250 medewerkers.
De aandeelhouders zijn in Vlaanderen de stad Gent, de provincie Oost-Vlaanderen en de gemeenten Evergem en Zelzate. In Nederland zijn dat de provincie Zeeland en de gemeenten Borsele, Terneuzen en Vlissingen.
De Nederlandse voorganger was Zeeland Seaports. De Vlaamse voorganger was het Havenbedrijf Gent dat nog steeds als aparte onderneming bestaat en haar statutaire naam wijzigde in 'North Sea Port Flanders'. 

## Havengebied
Het havengebied is in totaal 60 kilometer lang, vanaf Vlissingen via Terneuzen in Nederland tot in Gent in België. Het havengebied beslaat circa 9100 hectare. Er zijn reeds 33 dokken/havens die onderdeel zijn van het havengebied North Sea Port. Daarbij zijn er ongeveer 56 kilometer (km) kademuren, 134 km wegen en 361 km sporen. De maximale diepgang voor schepen verschilt, ter hoogte van Vlissingen is de diepte 17 meter en bij Terneuzen en Gent 12,5 meter.

## Economische waarde
In 2023 was de totale goederenoverslag 127,4 miljoen ton waarmee het op de negende plaats staat van alle Europese havens. Het aandeel zeevaart was 66 miljoen ton. De focus ligt hierbij op droge en natte massagoederen, waarbij droge bulkgoederen iets meer dan de helft van de totale overslag uitmaakte en vloeibare bulkgoederen ongeveer een kwart. Vooral steenkolen en ijzererts worden veel behandeld door de havenbedrijven. In 2023 kwam ruim driekwart van het overslagvolume uit het buitenland en de export naar het buitenland was minder dan een kwart van het volume. De overslag via binnenvaart kwam in 2023 uit op 61,5 miljoen ton. Hier zijn ook de massagoederen dominant, er werd 32 miljoen ton aan vloeibare bulk overgeslagen en 22 miljoen ton aan droge bulkgoederen.
In de tabel hieronder staan de overslagcijfers vanaf 2017.
|             | 2017  | 2018  | 2019  | 2020  | 2021  | 2022  | 2023  |
| Zeevaart    | 66,6  | 70,3  | 71,5  | 63,5  | 68,9  | 73,7  | 65,9  |
| Binnenvaart | 56,5  | 58,4  | 58,5  | 55,0  | 59,7  | 64,6  | 61,5  |
| TOTAAL      | 123,1 | 128,7 | 130,0 | 118,5 | 128,6 | 138,3 | 127,4 |

Met 12,6 miljard euro aan toegevoegde waarde in 2022 is North Sea Port de nummer drie van de Europese havens. In de havens zijn 101.532 banen (49.853 direct en 51.679 indirect), verdeeld over ongeveer 550 bedrijven. Van alle banen is een derde in Nederland gevestigd en twee derde in België.